# 伏波神祠詩巻

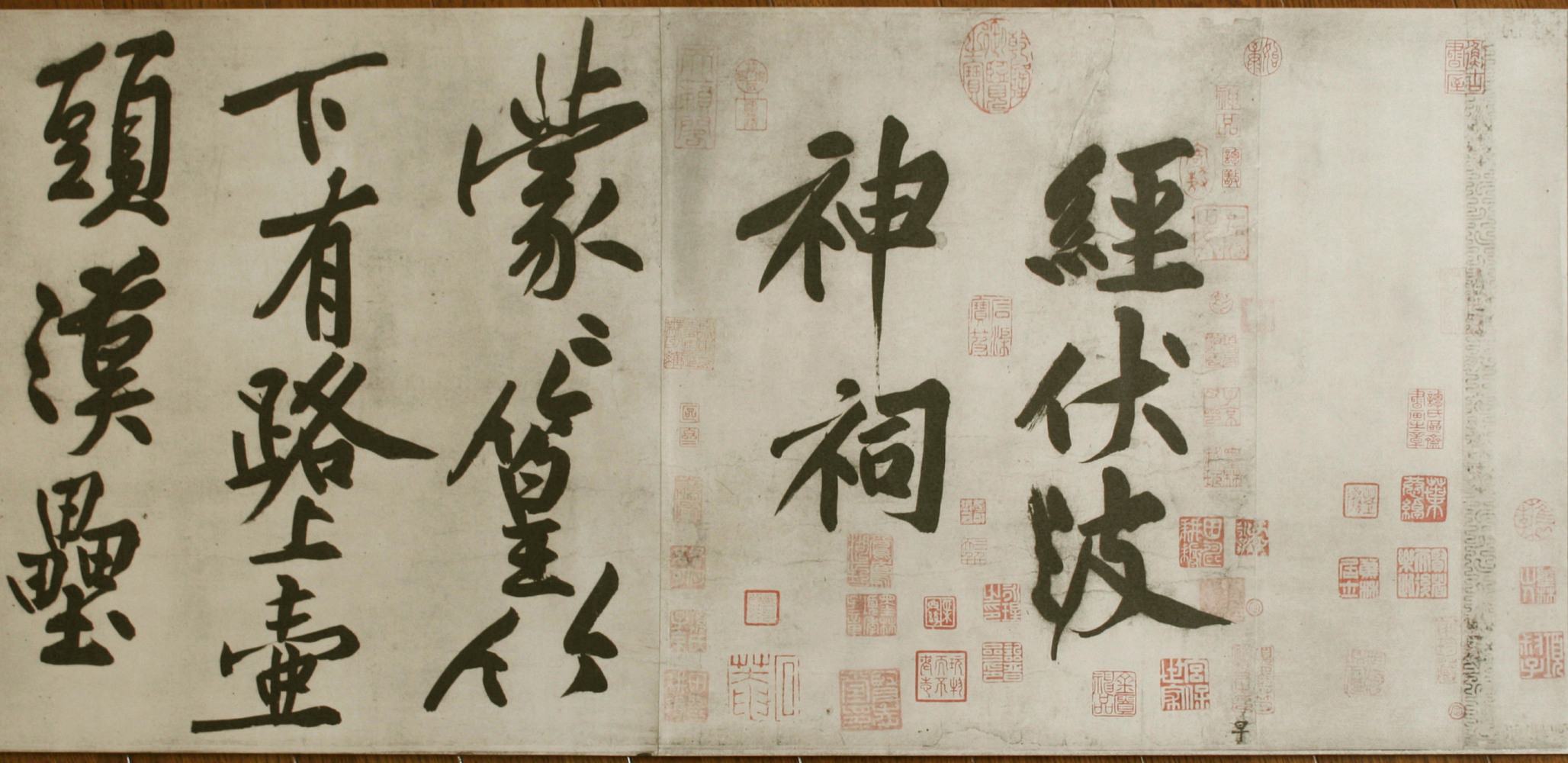
『伏波神祠詩巻』（巻頭部分、黄庭堅書、永青文庫蔵）

伏波神祠詩巻（ふくはしんし しかん）は、中国北宋時代の書家・詩人である黄庭堅の書で、黄庭堅の晩年の傑作として著名である。真跡は現在、東京の永青文庫に収蔵され、重要文化財に指定されている。

## 概要
『伏波神祠詩巻』は建中靖国元年（1101年）5月、黄庭堅が57歳のときに荊州において劉禹錫の詩・「経伏波神祠詩」一首と自跋を書いたものである。紙本の墨書で、書体は楷書に近い行書体であり、毎行3字から5字（縦33.6cm）、自跋を含めて46行（全長820.6cm）にわたる大作である。
同年4月、黄庭堅は荊州に来てまもなく、「いまから10年前の書をみると、まるで自分が書いたとは思えない。」と述べているように、この荊州時代から崇寧4年（1105年）に彼が没するまでの5年間が最後の円熟した時期であり、この時期に書した『伏波神祠詩巻』は黄庭堅の名品とされる。

### 背景
黄庭堅は新法党による迫害を受けて転々と流され、元符元年（1098年）には戎州（じゅうしゅう）に謫せられた。元符3年（1100年）に徽宗が即位して初めて許され、12月に戎州を出発し、翌年の建中靖国元年（1101年）4月に黄庭堅の愛する地・荊州に戻った。しかし、『伏波神祠詩巻』の自跋に、「荊州沙尾（しゃび）の水、漲ること一丈。堤上の泥、深きこと一尺。」とあるように、そのとき荊州は大洪水に見舞われていた。『伏波神祠詩巻』に書した「経伏波神祠詩」は、水難を守る神として祀られている伏波神祠を詠じたものであり、黄庭堅は目前の洪水に感じ、水神に祈る気持ちがあったと考えられる。

### 評価
高村光太郎は『伏波神祠詩巻』に心酔し、毎朝、目習いしていたという。そして、高村の『黄山谷について』の中に『伏波神祠詩巻』の批評があり、「一字ずつみると、その筆法は実に初心で、まるで習いはじめの人のように筆をはねたりする。何しろひどく不器用に見える。それでいて黄山谷の書は大きい。何よりも黄山谷の書は内にこもった中心からの気迫に満ちていて、しかもそれが変な見てくれになっていない。強引さがない。強いけれども、あくどくない。ぼくとつだが品位が高い。思うままだが乱暴ではない。うまさを通り越した境に突入した書で、実に立派だ。（抜粋）」と絶賛している。

## 伏波神祠詩巻

### 内容
詩巻の内容は、「経伏波神祠詩」の後に一段字を下げて黄庭堅の自跋があり、末尾に「山谷道人」の白文方印が捺されている。

#### 経伏波神祠詩
この詩は、唐代の詩人・劉禹錫が壷頭の伏波神祠を通過参拝したときの作である。伏波神祠は、後漢の伏波将軍馬援を祠った神社で、馬援は海路遥かな安南地方を征して功があり、後に「伏波」の名によって、水の神として祀られた。
安南地方を征した功により、馬援は新息侯に封ぜられたが、更にまた、安南の武陵の蛮族の討伐に向かい、高齢の身でありながら地形が険しい壷頭を陣地として戦った。しかし、悪疫の流行と苦戦の末、多くの兵士を失い、自身も洞窟で病死し、官位も剥奪された（後に許され旧に復した）。それが後人の同情をひき、伏波将軍は水難を守る神として当時民間に信仰され、各地に神祠が建立された。「経伏波神祠詩」は、この伏波将軍を祀った祠前を過ぎての感懐の詩である。
| 原文                     | 訓読                                                     |
| ------------------------ | -------------------------------------------------------- |
| 經伏波神祠               | 伏波神祠を経る。                                         |
| 蒙蒙篁竹下、有路上壺頭。 | 蒙蒙たる篁竹の下、路ありて壷頭に上る。                   |
| 漢壘麏鼯鬪、蠻溪霧雨愁。 | 漢塁、麏鼯闘い、蛮渓、霧雨愁う。                         |
| 懷人敬遺像、閲世指東流。 | 人を懐うて遺像を敬し、世を閲（けみ）して、東流を指す。   |
| 自負霸王略、安知恩澤侯。 | 自負す、覇王の略、安（いずく）んぞ知らん、恩沢の侯。     |
| 鄕園辭石柱、筋力盡炎洲。 | 郷園の石柱を辞し、筋力、炎洲に尽く。                     |
| 一以功名累、飜思馬少游。 | 一に功名を以て累（わずらわ）さる、翻って、馬少游を思う。 |

#### 自跋
| 原文                                               | 訓読                                                                                             |
| -------------------------------------------------- | ------------------------------------------------------------------------------------------------ |
| 師洙濟道與余兒婦有瓜葛。                           | 師洙済道は余の児婦と瓜葛あり。                                                                   |
| 又嘗分舟濟。                                       | 又、嘗て舟済を分つ。                                                                             |
| 家弟嗣直、因來乞書。                               | 家弟の嗣直（しちょく）、因りて来って書を乞う。                                                   |
| 會予新病癰瘍、不可多作勞。                         | 会（たまた）ま予、新に癰瘍を病み、多く作労すべからず。                                           |
| 得墨瀋漫書數帋、指臂皆乏、都不成字。               | 墨瀋を得て漫（みだ）りに数紙に書するに、指臂、皆、乏（つか）れ、都（すべ）て字を成さず。         |
| 若持到淮南、見余故舊可示之何如、元祐中黄魯直書也。 | 若し持して淮南に到り、余が故旧に見（まみ）え之に示すべくんば何如ぞや、元祐中の黄魯直の書とは也。 |
| 建中靖國元年五月乙亥。                             | 建中靖国元年五月乙亥。                                                                           |
| 荊州沙尾水漲一丈。                                 | 荊州沙尾（しゃび）の水、漲ること一丈。                                                           |
| 堤上泥深一尺。                                     | 堤上（ていじょう）の泥、深きこと一尺。                                                           |
| 山谷老人病起、須髪盡白。                           | 山谷老人、病より起れば、須髪尽く白し。                                                           |

### 跋
『伏波神祠詩巻』には張孝祥と文徴明の跋がある。張孝祥は、「まことに一代の奇筆である。」と評している。文徴明の跋は、嘉靖10年（1531年）62歳の作で、黄庭堅の書に対する感想を述べ、終わりにこの詩巻は、文徴明が30年前に沈周に師事しているとき沈家で見たこと、そして今、華夏に帰しているときこれを題したことが書かれている。

## 黄庭堅の書と書論

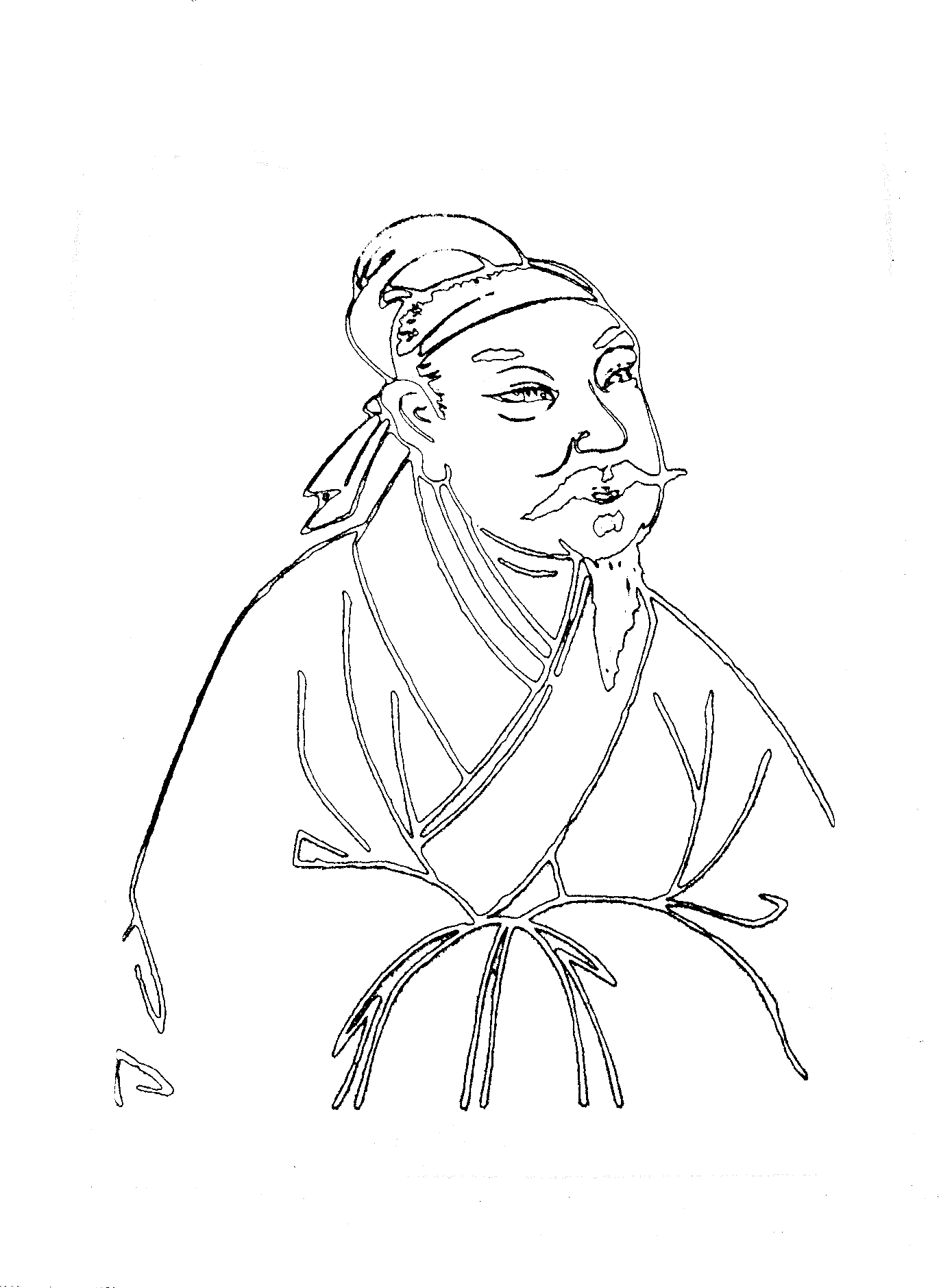
廬山博物館内の黄庭堅像

黄庭堅は、たえず過去の自分の書を否定し精進を繰り返しながら向上をめざして進展していった。中田勇次郎は、「彼の学究と鍛錬と悟道を身をもって体験しなければ、彼の書を本当に理解することは難しいであろう。深くその書を愛し、深くその義を取るというのが彼の信念であった。」と述べている。

### 背景
明の董其昌は『容台別集』（題跋集）で各時代の書の特徴について、「晋人の書は韻を取り、唐人の書は法を取り、宋人の書は意を取る。」と記し、清の梁巘も『評書帖』において、「晋は韻を尚び、唐は法を尚び、宋は意を尚び、元・明は態を尚ぶ。」と表現している。これについて清の馮班は次のように説明している。「晋の書は自然の原理の上に立ち、その書法は自然の風韻の中から生じている。それを人に例えるならば神仙のようである。唐の書は書の技法を第一とし、その精神は技法の中にあらわれている。それを人に例えるならば聖人のようである。宋の書は意趣の深さを貴び、古人の書法は自ずからその中に備わっている。その風格は豪傑のようである。」（『鈍吟書要』）
黄庭堅は、「初唐の四大家は書法に拘束されて逸気は破壊された。」（『山谷題跋』「跋東坡帖後」）と言って初唐の四大家らを王羲之の逸気を破壊した者として非難している。これに対し、盛唐の張旭・顔真卿の書は逸気の趣を備え、生命感に溢れ、感動のほとばしりが窺えると絶賛している。
宋代の書
宋代の書は、北宋の蘇軾・黄庭堅・米芾・蔡襄の四大家で代表するのが一般的であるが、蔡襄は王羲之以来の伝統的な書をよくした人で、米芾も王羲之をはじめとする晋人の書を学んだ。また、書論において「意」という用語を多用して書の分析をしたのは蘇軾に代表され、それを継承し、さらに発展させたのは黄庭堅である。よって、意を取ることによって特色づけられる革新的な宋代の書風をもっとも良く代表するのは蘇軾と黄庭堅ということになる。両者には顔真卿・張旭・懐素・楊凝式などの革新的な書を慕うという共通点があるが、違いは、黄庭堅が筆法にこだわり、特に草書の鍛錬を持続したことにある。蘇軾は筆法をあまり重視しておらず、「我が書は意で造ったもので、本より法などない。」（「石蒼舒酔墨堂詩」）と述べている。黄庭堅は師の蘇軾の書について、「蘇東坡の書は学問文章の気が鬱々芊々として筆墨の間に発しており、これが他人の真似できないところである。」（『山谷題跋』巻5「跋東坡書遠景楼賦後」）と敬意を払っている。
また、宋代には書の表現の自立傾向が進み、他者の詩を書くことによっても自作の詩を書くに等しい表現が成立するに至った。この『伏波神祠詩巻』も例外ではなく、これはもはや劉禹錫の詩ではなく、黄庭堅の詩と言うべき表現となっている。

### 黄庭堅の書の時代区分
黄庭堅は歴代の書家の中でもっとも克明にその学書経歴をたどれる人で、彼の題跋から彼の書家としての特徴がわかる。例えば、「私は30余年、草書を学んだが、はじめは周越を師としたために、20年、振り払おうとしても俗気が脱けなかった。晩年に蘇舜元・蘇舜欽兄弟の書を見て古人の筆意を悟り、その後に張旭・懐素・高閑らの墨跡を得て、筆法の妙を窺うことができた。」（『山谷題跋』巻7「書草老杜詩後与黄斌老」）といい、経歴を概括している。そして、これらの題跋をもとに、彼の書を以下のように区分することができる。
| 時代区分           | 年齢        | 特徴                                         |
| ------------------ | ----------- | -------------------------------------------- |
| 元祐時代           | 42歳 - 49歳 | 俗気を脱けることができない時期。             |
| 黔州時代           | 51歳 - 54歳 | 意は尽くされていたが用筆が及ばなかった時期。 |
| 戎州時代           | 55歳 - 56歳 | 沈着痛快を悟り、多折法の用筆を得た時期。     |
| 荊州時代とそれ以後 | 57歳 - 61歳 | 三昧超妙の域に達した時期。                   |

#### 元祐時代
黄庭堅は元祐時代の書を、「昔、王定国（王鞏）が私の書を巧みでないと言った。私にとっては書が巧みであるかどうかは問題ではなかったが、私は王定国の言葉に心服していなかった。しかし、今日から考えてみると、王定国の言葉は間違っていない。用筆に禽縦（鳥が羽を拡げる意）を知らないのは、いわば字の中に筆がないというものである。（後略）」（『山谷題跋』「自評元祐間字」）と自ら評し、それ以後の書と区別している。

#### 黔州時代
戎州時代に黔州（けんしゅう、四川省）時代の書を次のように反省し批判する。「余が黔南にいたときには、まだあまり字が弱々しいことに気がつかなかったが、戎州へ来てからは、前に書いたものをみると、多くは憎らしく、たいてい10のうち3つ4つがややましだと思うだけである。いまはじめて古人の沈着痛快という言葉を悟った。」（『山谷題跋』巻4「書右軍文賦後」）という。

#### 戎州時代
戎州へ移る際、「黔州での書は、意は尽くされていたが用筆が及ばなかった。戎州へ来て、通りかかりの舟の中で、長年訓練された船頭が舟を漕ぐのを見て少し書が進むのを覚えた。これからのちは意のままに用筆が伴ってきた。」（『山谷題跋』巻9「跋唐道人編余草藁」）という。この悟得の仕方は、張旭が剣器を舞わすのを見て筆法の神髄を得たこと、また懐素が夏雲の風にたなびくのを見て草書三昧を得たことと酷似しているが、黄庭堅と張旭・懐素の両人には大きな違いがある。それは張旭と懐素は酒の酔いに乗じて書いていた点で、この点に関する黄庭堅の論述はないが、蘇軾はこれを重視しており、「張旭の草書は、いつも酒に酔ってから書き、酔いが醒めるとその天真さが十分現れなかった。これは張旭が至妙の域に達していないからである。（趣意）」と述べている。続いて、「王羲之は、はたして酒に頼るということがあったであろうか。私もまだこのことから抜け出せないでいる。」（「書張長史草書」）と、張旭同様、蘇軾自身も酒の作用がなければその境地に達しないことを述べている。これに対し、黄庭堅は常に酒に頼ることなく、努力を重ねたのである。

#### 荊州時代とそれ以後
黄庭堅は『伏波神祠詩巻』の自跋で、「背中に腫物ができているので思うように書けなかった。もしこの書を昔の友人たちに見せたらなんというだろうか。元祐中の私の書だと言うであろう。（趣意）」と記している。黄庭堅は荊州に来てすぐに、「年をとって病気がちで何事も思うようにならないが、ただ書だけはますますよくなるように思われる。」と言っているように、荊州時代の『伏波神祠詩巻』を元祐時代の書と言われることは考えにくい。この表裏した自跋の真意について中田勇次郎は、「晩年、古人の用筆の妙を悟ってから後の、円熟した境地を暗に自負しているもののようである。」と述べている。
黄庭堅の最晩年の境地を表現したことばに、「すべて字を書くときには魏晋の人の書をじっくり観賞し、これを心に会得すれば、おのずと古人の筆法を知ることができる。草書を学ぼうと思えば楷書に精しくなければならない。筆を下すときの向背を知れば、草書の書き方はわかり、草書はけっして難しいものではない。（抜粋）」（『山谷題跋』巻5「跋与張載熙書巻後」）とあり、これを現存の作品に照らしてみると、『李白憶旧遊詩巻』から『諸上座帖』が挙げられる。

### 用筆

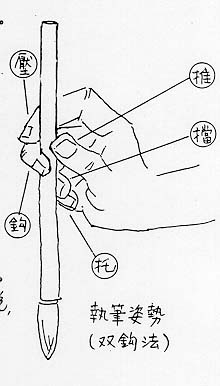
双鉤法

黄庭堅は、「古人が書に巧みである理由は他でもない。ただ、用筆がうまくできるためである。」（『山谷題跋』「論書」）と述べ、また、「書を学ぶにはまず用筆を学ばねばならない。」と述べているように、書の表現技法の中心は用筆であるとしている。続いて、「用筆の法は、双鉤回腕、掌虚指実で書かなければならない。無名指を筆に倚（よ）せると力がでる。」（『山谷題跋』巻5「跋与張載熙書巻後」）と述べている。これは最晩年の論述の一部分であるが、この中の「無名指を筆に倚せると力がでる。」について杭迫柏樹は、「もっとも弱い指である薬指をのばすようにすると指全体が引き締まって筆は立ち、雄勁な筆致が生まれるということである。これは筆力を加えるための一工夫で、実作家のみが体験上感得しうるカクシ味を提示しており、山谷の書の底力の秘密がここにひそんでいるようにも思われる。（趣意）」と解説している。

#### 多折法
『伏波神祠詩巻』のたとえば「一以功名累」の「一」の字は、幾重にも震えたように波打っている。この用筆を多折法といい、後の時代の行書のモデルとなった。
一つの点画を「トン（起筆）・スー（送筆）・トン（収筆）」の3つの要素からなるリズムで書く書法を三折法という。この三折法は初唐時代に楷書体が成立することによって生まれたリズム法である。黄庭堅はこの三折法をさらに細分化し、起筆は、起筆の起筆、起筆の送筆、起筆の収筆に三分割され、送筆も収筆も同様に三分割され、合計9単位に分割された字画が、さらに上位の起筆・送筆・収筆の三単位に連合されている。黄庭堅は戎州時代に船頭が舟を漕ぐときの櫓の動きを見てこの多折法の書き方を思いついたという。
石川九楊は『書とはどういう芸術か』の中で、「書は構造的に彫刻と容易に置換しうる深さの芸術、いわば彫刻である。」と述べている。そして、「肉筆の中に、その深さの理解されやすい例を求めれば、真っ先に、黄庭堅の『伏波神祠詩巻』が思い出される。」とし、その具体例として上述の「一」の字を示して多折法の解説をしている。続いて、「目をつむって、力まかせに打ち込むというような無謀さはない、慎重に静かに打ち込み、対象からの手応えを感じ、その対象からのはねかえりに合わせながら、ていねいに掘り進んでいく。そこから泥土のような世界が立ち上がってくる。それが『伏波神祠詩巻』の世界なのだ。（抜粋）」と評している。

#### 蔵鋒
黄庭堅の起筆は篆書を思わせるような蔵鋒の打ち込みが多い。この起筆における篆隷の筆意は重要な意味をもち、黄庭堅が50歳のとき草書三昧を得たというのも鋒鋩の露わし過ぎの発見であった（『山谷題跋』「書自作草後」）。彼は秦漢の篆隷に遡って学究した結果として、古人の用筆と筆意を悟ったのである。清末の康有為は、「宋人の書の中では、自分はもっとも山谷を愛する。鬱抜（うつばつ）の気を蔵し、筆法は痩勁（そうけい）で、篆書に来源している。」（『広芸舟双楫』）と評している。
楷書の大家・欧陽詢の用筆法は鋒鋩を出すのが特色の一つであるが、この欧陽詢の『草書千字文』がある。やはり露鋒の用筆による草書で、この拓本の末尾に黄庭堅の年少のときの師・周越の跋があることから、黄庭堅もこの書から少なからずの影響を受けたと考えられる。この『草書千字文』の特徴について比田井天来は、「楷書に鋒鋩を出す用筆法を以て直ちに草書に適用すれば、このように軟弱になるのが当然であるから、欧の書たることは疑いあるまい。」（『天来翁書話』）と述べ、また、比田井南谷は、「この書は軟弱な点はあるが、一種独特な表現があって、日本にも朝鮮にもこの特徴ある草書が学ばれた形跡がある点から見ると、当時においては、この体が清新な書風の一つであったと考えられる。」と述べている。
このような書風の草書について黄庭堅は戎州時代に、「近頃の士大夫は、古法を会得しているものはほとんどなく、ただ筆を左右にもてあそんで、それを草書と言っているだけである。草書は実は、科斗・篆・隷と法を同じくし、意を同じくするものであることを知らないのである。」と論じている。続いて、「数百年来、ただ、張長史と懐素とわたくしの3人だけがこの法を悟っている。」（『山谷題跋』「跋此君軒詩」）と述べているように、黄庭堅は戎州時代すでに草書の分かるのは張旭と懐素と自分だけであるという境地に到達したのである。張旭と懐素が狂草で有名なのは周知のとおりであるが、黄庭堅は懐素の狂草体の代表作『自叙帖』を観て草書の妙を悟ったといわれている。